# Ricardo Mangue Obama Nfubea
Ricardo Mangue Obama Nfubea (1961) è un politico equatoguineano.
È stato Primo ministro della Guinea Equatoriale dall'agosto 2006 al luglio 2008.